# Wahlbezirk Krain 3
Der Wahlbezirk Krain 3 war ein Wahlkreis für die Wahlen zum Abgeordnetenhaus im österreichischen Kronland Krain. Der Wahlbezirk wurde 1907 mit der Einführung der Reichsratswahlordnung geschaffen und bestand bis zum Zusammenbruch der Habsburgermonarchie.

## Geschichte
Nachdem der Reichsrat im Herbst 1906 das allgemeine, gleiche, geheime und direkte Männerwahlrecht beschlossen hatte, wurde mit 26. Jänner 1907 die große Wahlrechtsreform durch Sanktionierung von Kaiser Franz Joseph I. gültig. Mit der neuen Reichsratswahlordnung schuf man insgesamt 416 Wahlbezirke, wobei mit Ausnahme Galiziens in jedem Wahlbezirk ein Abgeordneter im Zuge der Reichsratswahl gewählt wurde. Der Abgeordnete musste sich dabei im ersten Wahlgang oder in einer Stichwahl mit absoluter Mehrheit durchsetzen. Der Wahlkreis Krain 3 umfasste die Radmannsdorf, Kronau und Neumarktl.
Aus der Reichsratswahl 1907 ging Jožef Pogačnik von der Slowenischen Volkspartei als Sieger hervor. Bei der Reichsratswahl 1911 konnte sich Jožef Pogačnik erneut durchsetzen.

## Wahlergebnisse

### Reichsratswahl 1907
Die Reichsratswahl 1907 wurde am 14. Mai 1907 durchgeführt. Die Stichwahl entfiel auf Grund der absoluten Mehrheit für Pogačnik im ersten Wahlgang.
| Kandidat                                                                     | Partei                                      | Wahlkreisstimmen | Prozent |
| ---------------------------------------------------------------------------- | ------------------------------------------- | ---------------- | ------- |
| Jožef Pogačnik                                                               | Slowenische Volkspartei                     | 4112             | 75,0 %  |
| Dermota                                                                      | südslawische Sozialdemokraten               | 791              | 14,4 %  |
| Ivan Cop                                                                     | slowenisch-national-fortschrittliche Partei | 562              | 10,2 %  |
|                                                                              | Sonstige Parteien                           | 19               | 0,3 %   |
| Wahlberechtigte: 8122, Ungültige/Leere Stimmen: 181, Wahlbeteiligung: 69,7 % |                                             |                  |         |

### Reichsratswahl 1911
Die Reichsratswahl 1911 wurde am 13. Juni 1911 durchgeführt. Die Stichwahl entfiel auf Grund der absoluten Mehrheit für Pogačnik im ersten Wahlgang.
| Kandidat                                                                     | Partei                                      | Wahlkreisstimmen | Prozent |
| ---------------------------------------------------------------------------- | ------------------------------------------- | ---------------- | ------- |
| Jožef Pogačnik                                                               | Slowenische Volkspartei                     | 4902             | 67,3 %  |
| A. Dermota                                                                   | südslawische Sozialdemokraten               | 1510             | 20,7 %  |
| Karl Triller                                                                 | slowenisch-national-fortschrittliche Partei | 814              | 11,2 %  |
|                                                                              | Sonstige Parteien                           | 53               | 0,7 %   |
| Wahlberechtigte: 8383, Ungültige/Leere Stimmen: 189, Wahlbeteiligung: 89,1 % |                                             |                  |         |